# Corydoras knaacki
Corydoras knaacki es una especie de pez siluriforme del género Corydoras, de la familia de los calíctidos. Habita en aguas tropicales del centro-oeste de América del Sur.

## Taxonomía
Esta especie fue descrita originalmente en el año 2016 por los ictiólogos Luiz Fernando Caserta Tencatt y Hans-Georg Evers.
Localidad tipo
La localidad tipo referida es: “pantanos en el entorno de la localidad de Santa Rita (en las coordenadas: 12°54′46.4″S 70°10′37.4″O / -12.912889, -70.177056), que drenan hacia el río Inambari, cuenca del río Madre de Dios, departamento de Madre de Dios, Perú”.
Holotipo
El ejemplar holotipo designado es el catalogado como: MUSM 52730; se trata de un adulto, el cual midió 35,6 mm de largo total. Fue capturado el 19 de agosto de 2014 por Hans-Georg Evers. Fue depositado en el Museo de Historia Natural, dependiente de la Universidad Nacional Mayor de San Marcos (MHN-UNMSM), ubicado en el distrito de Jesús María, en la ciudad de Lima, capital del Perú.
Paratipos
Los paratipos fueron todos colectados en la cuenca del río Madre de Dios, departamento de Madre de Dios, Perú. Son los catalogados como: INPA 46982; MNRJ 42888; MNRJ 42889; MZUSP 117378; NUP 17307; NUP 17308; ZUFMS-PIS 4035; ROM 82925; ROM 82929; ROM 82932 y MUSM 52730.
Etimología
Etimológicamente el término genérico Corydoras viene del griego, donde kóry es 'yelmo', 'coraza', 'casco', y doras es 'piel'. Esto se justifica en la carencia de escamas y la presencia de escudos óseos a lo largo del cuerpo.
El nombre específico knaacki es un epónimo que refiere al apellido de la persona a quien fue dedicada, el médico y biólogo alemán Joachim Knaack, fallecido en el año 2012, quien dedicó más de 60 años de su vida al estudio del género Corydoras.

## Distribución geográfica
Esta especie habita en cursos fluviales tropicales del centro-oeste de Sudamérica pertenecientes a la cuenca del Amazonas y dentro de ella, a la cuenca del río Madre de Dios, en el centro del Perú.
Es endémica de la ecorregión de agua dulce
Mamoré – Pedemonte del Madre de Dios.